# Águilas
Águilas er en by og kommune i det sydøstlige Spanien i Murcia-regionen. Den har et indbyggertal på 37.417 (2024) indbyggere.